# 杨克宁
杨克宁（1962年1月—），笔名宁克多杰，四川小金人，藏族，1987年5月加入中国共产党。中华人民共和国政治人物、第十三届全国人民代表大会四川地区代表。中国共产党第八、九、十届阿坝州委委员，第十一届阿坝州政协常委。

## 生平
1988年4月起，任金川县人民政府办公室秘书，步入仕途。1995年起，历任中共阿坝州委组织部副主任干事、办公室副主任、主任干事；州委办公室秘书一科科长；州委党建办副主任、州委组织部部务委员、组织科科长；州委办公室副主任；州委副秘书长、办公室副主任；阿坝州委副秘书长、州委州政府政研室主任。2002年起，任壤塘县委书记；壤塘县委书记、县人大常委会主任；阿坝州委组织部常务副部长（正县级） ；阿坝州委统战部部长；州委常委、统战部部长；州委常委、政法委书记；州政协主席、党组书记，省政协民宗委副主任；阿坝州委副书记，州政府代理州长、州长、党组书记。2018年2月24日，当选为第十三届全国人大代表。
2021年2月，杨克宁当选为四川省政协副主席。2021年4月卸任阿坝州长。2023年1月14日，卸任四川省政协副主席职务。
杨克宁还是一名作家，他以“宁克多杰”为笔名发表小说、散文、诗歌作品，并在期刊登载，著有中篇小说集《宁克多杰小说集》。其小说作品以官场题材为主，有“官场小说家”之称。他也是中国作家协会会员。

### 落马
2023年11月，杨克宁因为涉嫌严重违法违纪，接受中央纪委国家监委纪律审查和监察调查。
2024年5月，中央纪委国家监委决定给予其开除党籍开除公职处分，将涉案线索和违纪违法所得移交司法机关。6月3日，最高人民检察院依法以涉嫌受贿罪对杨克宁作出逮捕决定。9月，江苏省南通市人民检察院向南通市中级人民法院就杨克宁提起公诉。12月19日，南通市中级人民法院一审公开开庭审理了杨克宁受贿、非法持有枪支、弹药一案。起诉书显示，2003至2023年，杨克宁利用职务之便收受贿赂，共计折合人民币7233万余元。2008至2010年，杨克宁非法获得枪支弹药放置于住处。杨克宁当庭表示认罪悔罪。
2025年2月24日，江苏省南通市中级人民法院一审公开宣判四川省政协原党组成员、副主席杨克宁受贿、非法持有枪支、弹药案，对被告人杨克宁以受贿罪判处有期徒刑十五年，并处罚金人民币四百万元，以非法持有枪支、弹药罪判处有期徒刑二年，决定执行有期徒刑十六年，并处罚金人民币四百万元；对追缴在案的杨克宁受贿犯罪所得财物及孳息依法上缴国库，不足部分继续追缴。